# ألفريدو روخاس
ألفريدو روخاس (بالإسبانية: Alfredo Rojas) (مواليد 20 فبراير 1937) هو لاعب كرة قدم سابق. لعب مع منتخب الأرجنتين لكرة القدم. سبق له أن لعب في كأس العالم لكرة القدم مع منتخب بلاده.

## روابط خارجية
- ألفريدو روخاس على موقع الاتحاد الدولي (مؤرشف)  (الإنجليزية)
- ألفريدو روخاس على موقع قاعدة بيانات كرة القدم.إي يو (الإنجليزية)
- ألفريدو روخاس على موقع بيانات كرة القدم. دي إي (الألمانية)
- ألفريدو روخاس على موقع ناشيونال فوتبول تيمز (الإنجليزية)
- ألفريدو روخاس على موقع عالم كرة القدم.نت (الإنجليزية)